# Женевський протокол
Женевський протокол про заборону застосування на війні задушливих, отруйних або інших подібних газів та бактеріологічних засобів — це багатосторонній міжнародний договір, підписаний 17 червня 1925. Протокол виходить з того, що «застосування на війні задушливих, отруйних або інших подібних газів, так само як і будь-якої аналогічної рідини, речовин і процесів, справедливо було засуджено громадською думкою цивілізованого світу» і заборонено у договорах, учасниками яких є більшість країн світу.
Було заборонено використання хімічної або бактеріологічної зброї, однак не виробництво, зберігання чи передачу.
На цей момент сторонами Протоколу є 137 держав.
Протокол не був першою спробою обмежити використання отруйних хімікатів у бойових діях, йому передували, зокрема: Санкт-Петербурзька декларація 1868 року, декларація Брюссельської конференції 1874 року, Гаазькі конвенції та декларації 1899 та 1907 років.

## Історія
Країни-переможниці у Першій світовій війні встановили у Версальському договорі обмеження на виробництво та імпорт хімічної зброї Німеччиною. Згодом, схожі умови були встановлені у мирних угодах з Австрією, Болгарією та Угорщиною.
Сполучені Штати зробили невдалу спробу закріпити подібні обмеження під час Вашингтонської морської конференції, та угода не набрала чинності через відмову Франції її ратифікувати через інші обмеження.
Під час Женевської конференції 1925 року Сполучені Штати знову запропонували накласти обмеження на експорт хімічної зброї для бойового використання. Франція запропонувала взяти за основу протокол про заборону використання хімічної зброї, а Польща запропонувала поширити обмеження і на біологічну зброю.
В результаті, протокол був підписаний 17 червня 1925 року та вступив у силу 8 лютого 1928 року.